# Eugenio Guzmán Tascones
Eugenio Guzmán Tascones (Alhóndiga, 13 de julio de 1905-Ávila, 5 de septiembre de 1980) fue un misionero dominico español.

## Biografía

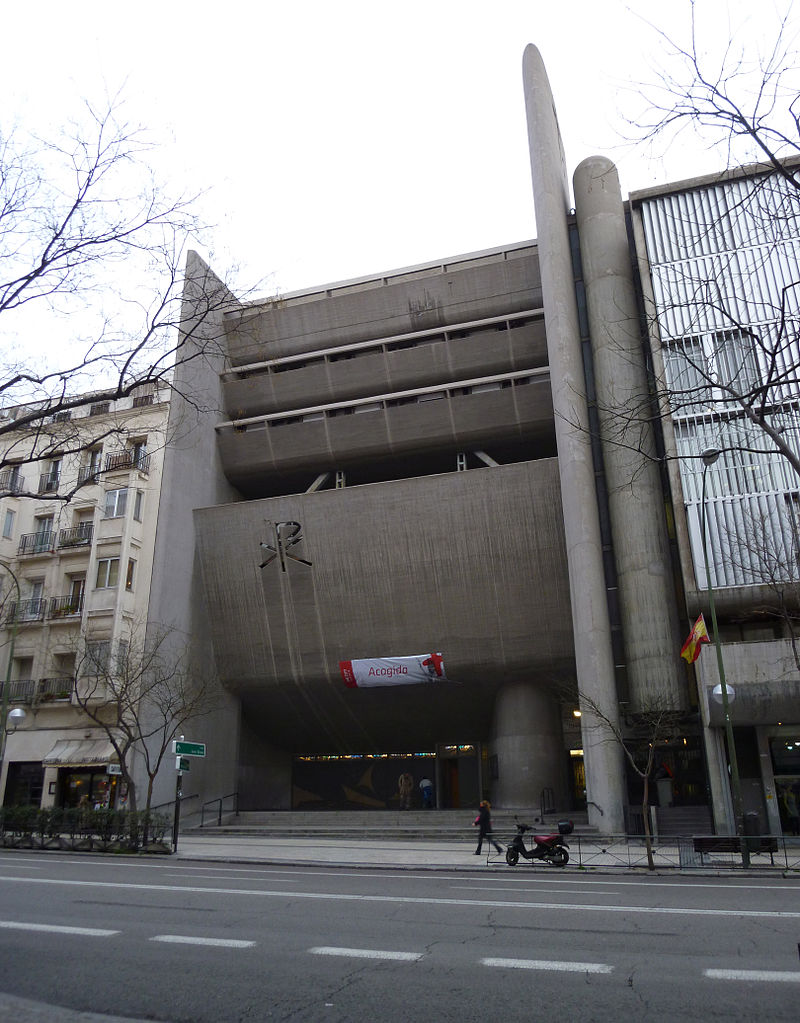

Natural de Alhóndiga, Guadalajara, nació el 13 de julio de 1905. Habiendo cursado las humanidades en el colegio de La Mejorada de Olmedo, Valladolid, tomó el hábito en el convento de Santo Tomás de Ávila el 29 de julio de 1923, haciendo allí ambas profesiones, la simple o temporal el 3 de agosto de 1924 y la solemne el 3 de agosto de 1927. Estudió en Ávila los tres cursos de filosofía y el de lugares teológicos.
Destinado al centro de estudios teológicos de la provincia en Rosary-ville, Luisiana, EE. UU., estudió allí tres años de teología, siendo ordenado sacerdote el 2 de julio de 1931. Dispensado del cuarto curso de teología al llegar a Manila —2.ª misión que partió de Rosaryville, Luisiana el 12 de julio de 1931 y se embarcó en San Francisco, California a bordo del vapor President Madison el 17 del mismo mes, llegando a Manila el 13 de agosto—, y examinado de confesor, a principios de junio de 1932 salió para la misión de Fuzhou, China. El primer año lo dedicó al estudio de la lengua y las prácticas misionales de Loyuan, siendo destinado después al distrito de Lug-tien (Fu-tsing hien), al sur de Fuzhou, donde permaneció durante diecinueve años consecutivos (1933-1952) viendo interrumpida su labor misional en 1952, al igual que los demás misioneros de China, al ser expulsado por el gobierno comunista.
Pasados unos meses en Hong Kong y otros en España, fue destinado a los nuevos ministerios de la provincia de Venezuela, permaneciendo en la casa de San Fernando del Apure la mayoría de los años de su estancia en el país (1954-1974). Participó activamente en el apostolado pastoral, fue síndico de la comunidad, capellán de las religiosas dominicas, capellán de la cárcel pública y profesor en el colegio de San Juan de Letrán (1960-1964). No obstante su humildad y su buen hacer en silencio, no pasó su labor desapercibida y el gobierno venezolano le condecoró con la «Medalla de Honor Francisco de Miranda» por los servicios prestados a la nación, impuesta en la embajada de Venezuela en Madrid en agosto de 1979 en nombre del presidente de la nación Luis Herrera Campins. Fue vocal en el Capítulo provincial de 1964.
Anciano y enfermo, tuvo que regresar a España en 1974, falleciendo en el convento de Santo Tomás de Ávila el 5 de septiembre de 1980. Finalmente sus restos fueron trasladados al cementerio municipal de Ávila.